# 2021年核四商轉公投
核四商轉公投是一場於2021年12月18日在2021年中華民國全國性公民投票的公投案，由核能流言終結者創辦人黃士修領銜並由中選會編號為17案的全國性公民投票案，旨在通過公投解決核四的爭議。最後投票人數並未超過最低投票門檻且同意票數未高於不同意票數，本案未通過。

## 公投案主文
|  | 您是否同意核四啟封商轉發電？ |

## 沿革
此提案原為2018年3月29日，以核養綠提案送審階段原始公投主文一部分，為「您是否同意：為避免非核家園政策所導致之空氣污染與生態浩劫，應廢除電業法第95條第一項；以終止非核家園政策，重啟核電機組，進而保障人民享有不缺電、不限電、不斷電與低廉電價的自由」 ，中選會認為提案主文涉及違反一案一事項、未具客觀及中立性等疑慮，發函要求更正。該案最終更名為「您是否同意：廢除電業法第95條第1項，即廢除『核能發電設備應於中華民國一百十四年以前，全部停止運轉』之條文？」
2019年6月公投法三讀通過後，確認下一次全國性公民投票將不會與2020年中華民國總統副總統及立法委員選舉同時舉辦，且根據修正後之公民投票法，下一次公投將訂於2021年8月28日舉行。
2019年3月4日，黃士修先生於108年3月4日領銜提出「您是否同意核四啟封商轉發電？」全國性公民投票案，檢具主文、理由書及提案人名冊至中選會。
2019年12月13日，核四商轉公投經黃士修領銜並連署達門檻後，經戶政查對及中選會審議後成為第17案全國性公民投票。
2020年7月27日，監察院針對中選會對「核四啟封商轉發電」公投提案，未辦理聽證會即通過公投案的決議，由監委田秋堇、趙永清、楊芳玲所提的調查報告，要求行政院及中選會檢討改進。其中監委趙永清批評，黃士修所提公投案是「亡國滅種」的提案，嚴重誤導民意，並指中選會未盡到把關之責。
2020年11月13日，鹽寮反核自救會總幹事楊木火表示，監察院的報告指出，核四公投的理由書記載內容不實，中選會應該重新舉辦聽證會，並釐清理由書的不實部分。楊木火舉例，前行政院長陳冲曾提案「反對票」公投，當時中選會要求陳冲應補正內容，並認定該案未符合公投法的規定，依法駁回；雙方興訟，最高行政法院在2020年9月17日宣判中選會勝訴，理由書載明，因需補正部分均生內容無法瞭解提案真意之情事，要求補正實屬有據。楊木火強調，中選會應該依據最高行政法院的判決以及監察院的調查報告，重辦聽證會。台灣環境保護聯盟會長劉志堅認為其公投理由書載明不實，對民主體制、社會教育以及正常的資訊傳播都有很大的危害。
2021年7月2日，中央選舉委員會舉行委員會議決議，原定2021年8月28日舉行全國性公民投票案第17案至第20案投票，因受COVID-19疫情影響，改定於2021年12月18日辦理，投票時間仍然從上午8時起到下午4時止。

## 民意調查
| 調查期間              | 公布時間   | 機構                                  | 樣本數 | 同意  | 不同意 | 未明確回答/其他 | 備註  |
| --------------------- | ---------- | ------------------------------------- | ------ | ----- | ------ | --------------- | ----- |
| 2021-12-10~2021-12-15 | 2021-12-16 | TVBS （页面存档备份，存于）           | 1,142  | 41%   | 44%    | 14%             | [ a ] |
| 2021-12-01~2021-12-02 | 2021-12-08 | ETtoday新聞雲 （页面存档备份，存于）  | 1,057  | 45.3% | 48.6%  | 6.1%            | [ a ] |
| 2021-12-01~2021-12-06 | 2021-12-08 | TVBS （页面存档备份，存于）           | 1,020  | 46%   | 42%    | 12%             | [ a ] |
| 2021-11-22~2021-11-28 | 2021-12-04 | 時代力量 （页面存档备份，存于）       | 1,068  | 37.7% | 51.8%  | 10.5%           |       |
| 2021-11-24~2021-11-26 | 2021-11-30 | ETtoday新聞雲 （页面存档备份，存于）  | 1,028  | 45.8% | 46.6%  | 7.6%            | [ a ] |
| 2021-11-22~2021-11-23 | 2021-11-30 | 台灣民意基金會 （页面存档备份，存于） | 1,078  | 43.5% | 45.9%  | 10.6%           |       |
| 2021-11-24~2021-11-25 | 2021-11-27 | 美麗島電子報 （页面存档备份，存于）   | 1,076  | 37.8% | 51.9%  | 10.3%           |       |
| 2021-11-12~2021-11-15 | 2021-11-18 | ETtoday新聞雲 （页面存档备份，存于）  | 1,757  | 45.3% | 43.9%  | 10.9%           | [ a ] |
| 2021-10-19~2021-10-29 | 2021-11-15 | 遠見民調 （页面存档备份，存于）       | 1,130  | 48.1% | 40.3%  | 11.7%           |       |
| 2021-11-08~2021-11-11 | 2021-11-12 | TVBS （页面存档备份，存于）           | 1,004  | 42%   | 45%    | 13%             |       |
| 2021-11-01~2021-11-04 | 2021-11-08 | ETtoday新聞雲 （页面存档备份，存于）  | 1,866  | 48.9% | 39.6%  | 11.5%           | [ a ] |
| 2021-10-25~2021-10-27 | 2021-11-05 | 台北智會 （页面存档备份，存于）       | 1,078  | 32.7% | 35.1%  | 32.2%           |       |
| 2021-10-18~2021-10-20 | 2021-10-26 | 台灣民意基金會 （页面存档备份，存于） | 1,075  | 46.7% | 41.7%  | 11.5%           |       |
| 2021-04-19~2021-04-21 | 2021-04-27 | 台灣民意基金會 （页面存档备份，存于） | 1,021  | 43.5% | 44.0%  | 3.5%            |       |
| 2021-03-24~2021-03-25 | 2021-03-29 | 美麗島電子報 （页面存档备份，存于）   | 1,076  | 45.3% | 39.7%  | 14.8%           |       |
| 2019-03-06~2019-03-07 | 2021-03-11 | 趨勢民調                              | 1,085  | 55.1% | 29.1%  | 15.8%           | [ b ] |
| 2021-03-02~2021-03-03 | 2021-03-10 | 今週刊 （页面存档备份，存于）         | 1,068  | 38.3% | 44.8%  | 16.9%           | [ c ] |
| 2021-01-10~2021-01-12 | 2021-01-20 | 台灣指標民調 （页面存档备份，存于）   | 1,069  | 45.3% | 34.6%  | 20.1%           |       |

1. 1 2 3 4 5 6  回答一定會去投票的人
2. ↑  以核養綠團隊委託民調公司做民調，題目為「『為了2025年之後續用核電，核四廠應啟封商轉』，請問您同不同意這個說法？」
3. ↑  與世新大學合作調查

## 熱門交鋒議題

### 重啟所需時間問題

#### 正方
2019年2月5日，前核四廠長王伯輝投書至媒體，針對經濟部長在元月31日核四重啓必須6至7年的時間表示，只要有決心丶二年內可以放燃料發電，三年內做完熱測試就可以商轉。核四廠的難題是，原來訓練有素的工程人員，被調往他處，原來600多人的廠，目前僅剩300人不到，而且好幾個擔任重要位置的經理都要屆齡退休了，目前勉強尚可應付例行的維修工作，真的要重啓時，工程師能否回流才是關鍵！
2021年3月10日，領銜人黃士修於核能學會舉行記者會，並指出，核四封存7年能否重啟，可依照美國Watts Bar號機，即在1988年封存，2016年重啟，封存28年是核4封存的整整4倍，仍然在2018年得到美國最佳電廠的獎項，「因此核四若要重啟，技術不是問題，民意不是問題，政治才是問題！」。

#### 反方
2021年3月12日，針對公投理由書中的重啟方案，立委洪申翰質詢經濟部長王美花時，指出理由書上「3年就可以重新商轉」的可行性，部長表示，3年是絕對不可能的事情，常常在講7+N年，7年是可掌握的時間，包括將找到的設備裝上、測試，並送交原能會審查。立委洪申翰繼續提問，如果公投過了，台灣的能源轉型腳步會大亂很多年，目前高階核廢料的儲存場所是否已經找到？經濟部長王美花答還未找到高階核廢料的儲存場所，甚至連低階核廢料的最終儲存場，因為需要經過公投，也都還沒找到。

### S斷層與耐震度問題

#### 正方
2021年11月18日中選會公投說明會，黃士修表示，S斷層非活動斷層，反核方一直說不排除S斷層是活動斷層，但卻沒有證據。陳文山沒有證據證明F1到F8相連，但假設他相連，那外海斷層就變成93.9公里，甚至跟路上的S斷層相連，因此這樣核四的耐震設計就不夠，但地調所不公布報告，也不承認陳文山說法的理由是，如果承認這個不科學的假設，那建築的耐震標準會翻天覆地大更動，北台灣所有建築物都可能要夷平重建。
同日，前核四廠長王伯輝出席廣播節目《POP撞新聞》時回應，民國60年代時，台灣政府曾聘請IAEA成員來台協助核能電廠選址，當時全台選出的4個地址中，最好的地點就是核四廠現址。針對「核四廠下有S斷層不適合重啟」的說法，王伯輝指出，依照美國核能管理委員會（NRC）定義，3萬5000年無擾動的即不屬於活動斷層，且核四的反應爐設置點都在岩盤，汽機也多數都在岩盤上。王伯輝直言，核四廠內許多設備都需要冷氣，編列預算也是為了要維持設備品質，如果真的不想使用核四廠，只需斷電半個月，「它自己就會夭折了。」
2021年12月17日，台大土木系兼任教授周南山與台科大營建系榮譽教授李咸亨投書媒體表示，地質報告是中興工程顧問公司在2005年所進行的補充地質調查，其是否為斷層尚待進一步確認，若假設為斷層，這個兩公里長的斷層因為很短，其實造成的地動加速度大概不超過0.1g，相對於設計地震加速度0.66g以上，其實沒有什麼威脅性。根據台大海洋所畢業的地質兼軟体專家張逸中博士在其臉書表示，他在做博士論文所做的東北角外海地質調查研究，認為這些斷層都是正斷層，而非破壞力較大的逆斷層。台灣北部地區現在的大地應力是屬於伸張型架構，在該區域內的一條斷層若沒有任何新期正斷層活動的証據，就很難認定它是活斷層。

#### 反方
2021年3月10日，蔡英文總統在福島第一核電廠事故十周年前夕於民進黨中常會上重申「2025非核家園」政策立場，強調「核四絕對不是選項」。同日亦於其臉書提出三點理由：一、重啟核四並不可行。核四位於斷層帶，風險實在太高，要重啟的時間和花費也太巨大了。二、能源轉型是我們共同的目標。天然氣和藻礁，是環保與環保之間的選擇，我們一定可以共同找出解決之道。三、國家能源轉型的總目標，不會停在2025年。我們會因應環境變化，設定新目標，投入新技術，推動減碳，讓台灣成為國際能源轉型的模範生。
2021年11月18日中選會公投說明會，擔任反方的台電核能發電處長許永輝在反駁正方代表黃士修表示，S斷層明明就不是活動斷層，黃引用的是102年3月的報告，但黃只讀到157頁，後面的30頁黃沒有讀，學者在裡面提到，直接將它判斷為非活動斷層是有爭議的，呼籲黃把後面30頁看清楚。許永輝強調，就算它不是活動斷層，就算93.9公里沒連接，重啟地質調查保守估計至少要4年以上。

### 拼裝車與設備安全問題

#### 正方代表
2021年11月13日，清華大學原子科學院院長李敏指出，就像去買日本TOYOTA原廠的車，裡面也有很多設備、零件是台灣製造的，現在是一個分工的時代，不同廠商有不同專業，從40年前建核一、核二、核三時，很多設備都是來自不同廠商，因為不同廠商各有專業，「所以它絕對不是一個拼裝車」，波音747裡面很多設備也是台灣製造。
2021年11月17日，核四前廠長王伯輝透過臉書公開表示，「核四絕對不是拼裝車，而是一組針對系統安全與發電效能整合的有效發電機組」，勝過國內所有工程；核四工程的嚴謹，對施工要求，文件還有測試數據，都勝過國內所有工程，「這些事實只有我們在親自執行的人才知道的」。

2021年11月21日，當年核四安檢專家監督小組成員之一、前美國聯邦愛迪生電力公司核電專業工程師蔡維綱，接受中國時報專訪表示，當年的安檢報告與試運轉測試報告結論都很正面，不了解為何許永輝處長在公投說明會發表時前後不一致，「當年可以，現在不可以」？對於「拼裝車」質疑，蔡維綱說，就像賓士車零件，並非都是德國，也來自很多不同國家，這很正常。他回憶在核四那段時間，當時有個緊急重水注入反應爐的測試，數值只是稍微低一點，不影響爐心溫度，台電仍送回英格蘭檢查，非常注重細節。

#### 反方
面對12月18日的公投，民進黨開了2100場大小場說明會，其中副總統賴清德在10月31日於屏東公投說明會評論核四重啟一案，賴清德表示，核安關係到台灣人民的安全，應該審慎視之。他以遊覽車比擬核四廠，「遊覽車車齡超過 12 年都不能載客人，核四廠已經 22 年了耶！」，並指核四廠不只是古董還是拼裝車，他強調核四重啟，台灣絕對會受害。副祕書長林飛帆於11月21日表示說核四用了日式核電廠的廠房結構，裡面卻裝了美式的反應爐，發包和施工過程就像「拼裝車」。
2021年11月21日，台電核能發電處處長許永輝接受媒體專訪時透露，支持核四的朋友常說「拼裝本身不是問題」，也說沒有核安疑慮，但核四廠複雜程度與安全要求遠超過一般工業產品，核四缺乏整合經驗，產生設計、施工與系統間的扞格衝突，種下試運轉測試長達七年，仍難以過關的真正原因。

### 其他議題

#### 正方
2021年11月20日，在《中天新聞》舉辦的辯論中，不同意方潘翰聲提到，啟用核四之後，對於核災可能的發生，光在大台北市就有600～700萬人，那麼同意方支持重啟核四，應對災害的方式有保證性嗎？對此同意方清大工程與系統科學系教授葉宗洸表示，每一年都有相關的災害應變演習。葉宗洸表示，電廠人員都知道「當核電廠發生意外時要怎麼處置」，但許多台灣人都把日本的福島核災當作過度的借鏡與陰影，但別忘記福島核災的發生，是因為地震導致加上救援政策遲緩，因此釀災，但在台灣的核電廠人員，都知道「當意外發生，下一步要怎麼處理」，且每一年都有讓當地民眾一起參與演習，所以不同意方不斷問有沒有緊急應變計畫，其實是不存在。

#### 反方
2021年4月22日，民眾黨立法院黨團於世界地球日舉辦記者會，宣布反對核四重啟。賴香伶表示，核四重啟商轉，在台灣有客觀的不可行因素，柯文哲曾提到，台大醫院和台北市都做不出核災緊急應變的計畫，而台灣人口密度高，在首都圈使用核能發電有安全疑慮。極權統治的前蘇聯、民主國家的日本都發生過嚴重的核災，台灣的社會條件難以保證不會發生疏失。

## 衍生議題

### 公投對案
2021年3月19日上報報導，有立委詢問是否要提公投對案，不過，行政院長蘇貞昌對提公投對案態度保留，因為公投對案會動員基層投票拉高公投案的投票率。但隔日蘇貞昌表態沒有對案的考慮。民進黨內人士解讀此行為表示若需要提公投對案，需要由立法院黨團提出。
對此，核四商轉公投領銜人黃士修發文表示「民進黨別怕，建請立院提核四公投對案」內文提到「若要提公投對案，確實可依公投法第14條及第15條，由行政院或立法院提出，立法院決議直接交付公投，就不需要連署階段」及「時程上，由行政院提出，立法院在15日內議決，交付中選會；由立法院提出，院會通過10日內，交付中選會。所以如果要併8月28日公投，中選會又要在90日前公告，民進黨最晚在四月中就必須正式提案」，同時黃士修還以反面語氣給民進黨建議，並且希望看到「重啟核四」和「廢止核四」兩案同時通過，屆時大法官將如何釋憲。
2021年4月11日，總統蔡英文今日針對公投案拍板「不提對案」，盼民進黨全體傾全力向社會各界說明。

### 反核團體要求撤銷
2021年5月26日，反核團體台灣環境保護聯盟與3位民眾，因不滿核四商轉公投獲中選會同意成立，提起行政訴訟請求撤銷，法院判決敗訴。台北高等行政法院指出，原告均非原處分即第17案的利害關係人，而公民投票法所規範的「公民投票」行為，目的是在補強民主代議制度功能上的不足，著重呈現國民多數意見，而非呈現國民個人法益的保護；而中選會作成原處分時，任何人均無法預知公投結果。基於環保聯盟與3人並非原處分的利害關係人，無提起本件訴訟的權能，屬當事人不適格，判決敗訴。

## 「核四啟封商轉」案之結果
|          |            | 個數       | ％     | 占選舉人數％ |
| -------- | ---------- | ---------- | ------ | ------------ |
| 選舉人數 | 選舉人數   | 19,825,468 | 100.00 | 100.00       |
| 門檻票數 | 門檻票數   | 4,956,367  | 25.00  | 25.00        |
|          | 同意票數   | 3,804,689  | 47.16  | 19.19        |
|          | 不同意票數 | 4,262,517  | 52.84  | 21.50        |
| 有效票數 | 有效票數   | 8,067,206  |        | 40.69        |
| 無效票數 | 無效票數   | 78,494     |        | 00.40        |
| 總投票數 | 總投票數   | 8,145,700  |        | 41.09        |
| 結果     | 結果       | 不通過     | 不通過 | 不通過       |

| 新北市                             | 3,427,162 | 692,987 | 20.22% | -163,804 | 749,776 | +56,789  | 51.97% | 1,442,763 | 13,789 | 1,456,552 | 42.50% |
| 臺北市                             | 2,155,416 | 514,232 | 23.86% | -24,622  | 490,692 | -23,540  | 48.83% | 1,004,924 | 9,609  | 1,014,533 | 47.07% |
| 桃園市                             | 1,869,908 | 382,314 | 20.45% | -85,163  | 359,049 | -23,265  | 48.43% | 741,363   | 6,835  | 748,198   | 40.01% |
| 臺中市                             | 2,337,667 | 474,423 | 20.29% | -109,994 | 500,786 | +26,363  | 51.35% | 975,209   | 9,323  | 984,532   | 42.12% |
| 臺南市                             | 1,592,388 | 232,475 | 14.60% | -165,556 | 415,842 | +183,367 | 64.13% | 648,317   | 5,891  | 654,208   | 41.08% |
| 高雄市                             | 2,353,773 | 388,792 | 16.52% | -199,652 | 597,826 | +209,034 | 60.59% | 986,618   | 7,917  | 994,535   | 42.25% |
| 新竹縣                             | 461,638   | 108,925 | 23.60% | -6,485   | 69,185  | -39,740  | 38.84% | 178,110   | 1,797  | 179,907   | 38.97% |
| 苗栗縣                             | 457,991   | 104,362 | 22.79% | -10,136  | 65,496  | -38,866  | 38.56% | 169,858   | 1,687  | 171,545   | 37.46% |
| 彰化縣                             | 1,061,571 | 184,623 | 17.39% | -80,770  | 205,667 | +21,044  | 52.70% | 390,290   | 4,265  | 394,555   | 37.17% |
| 南投縣                             | 420,687   | 82,471  | 19.60% | -22,701  | 73,365  | -9,106   | 47.08% | 155,836   | 1,727  | 157,563   | 37.45% |
| 雲林縣                             | 577,564   | 83,626  | 14.48% | -60,765  | 117,498 | +33,872  | 58.42% | 201,124   | 2,477  | 203,601   | 35.25% |
| 嘉義縣                             | 436,894   | 60,905  | 13.94% | -48,319  | 103,035 | +42,130  | 62.85% | 163,940   | 2,002  | 165,942   | 37.98% |
| 屏東縣                             | 700,254   | 109,130 | 15.58% | -65,934  | 169,165 | +60,035  | 60.79% | 278,295   | 3,019  | 281,314   | 40.17% |
| 宜蘭縣                             | 385,260   | 54,104  | 14.04% | -42,211  | 91,426  | +37,322  | 62.82% | 145,530   | 1,521  | 147,051   | 38.17% |
| 花蓮縣                             | 275,091   | 66,929  | 24.33% | -1,844   | 30,851  | -36,078  | 31.55% | 97,780    | 1,286  | 99,066    | 36.01% |
| 臺東縣                             | 182,958   | 38,284  | 20.93% | -7,456   | 20,545  | -17,739  | 34.92% | 58,829    | 857    | 59,686    | 32.62% |
| 澎湖縣                             | 92,051    | 13,112  | 14.24% | -9,901   | 13,109  | -3       | 49.99% | 26,221    | 298    | 26,519    | 28.81% |
| 基隆市                             | 318,539   | 69,196  | 21.72% | -10,439  | 59,630  | -9,566   | 46.29% | 128,826   | 1,238  | 130,064   | 40.83% |
| 新竹市                             | 361,353   | 81,447  | 22.54% | -8,892   | 73,524  | -7,923   | 47.44% | 154,971   | 1,901  | 156,872   | 43.41% |
| 嘉義市                             | 221,038   | 39,901  | 18.05% | -15,359  | 52,308  | +12,407  | 56.73% | 92,209    | 724    | 92,933    | 42.04% |
| 金門縣                             | 124,592   | 19,817  | 15.91% | -11,331  | 3,283   | -16,534  | 14.21% | 23,100    | 306    | 23,406    | 18.79% |
| 連江縣                             | 11,673    | 2,634   | 22.56% | -285     | 459     | -2,175   | 14.84% | 3,093     | 25     | 3,118     | 26.71% |
| 得票數據以中央選舉委員會公佈為準。 |           |         |        |          |         |          |        |           |        |           |        |